# Zosterops
Zosterops ist mit gegenwärtig 111 Arten die artenreichste Gattung innerhalb der Familie der Brillenvögel. Sie wird traditionell als Teil der eigenständigen Familie der Brillenvögel betrachtet. Jüngste DNA-Untersuchungen (Jønsson & Fjeldså 2006) legen jedoch die Vermutung nahe, dass die Brillenvögel eng mit den Timalien verwandt sind.
Das Verbreitungsgebiet erstreckt sich von der Afrotropis, über die orientalische bis zur australasiatischen Ökoregion. Das hervorstechendste Merkmal der Brillenvögel ist ein weißer Augenring. Bei einigen Arten kann er jedoch auch schwarz sein oder ganz fehlen. Die Größe der einzelnen Arten variiert zwischen 8 und 15 Zentimetern.
Der Gattungsname wurde von Nicholas Aylward Vigors und Thomas Horsfield im Jahre 1837 geprägt.
Die Typus-Art der Gattung ist der Madagaskarbrillenvogel (Zosterops maderaspatanus).
Die Bezeichnung kommt von altgriechisch ζωστήρ zōstḗr, deutsch ‚Gürtel‘ und altgriechisch ὤψ ṓps, deutsch ‚Auge‘.

## Systematik

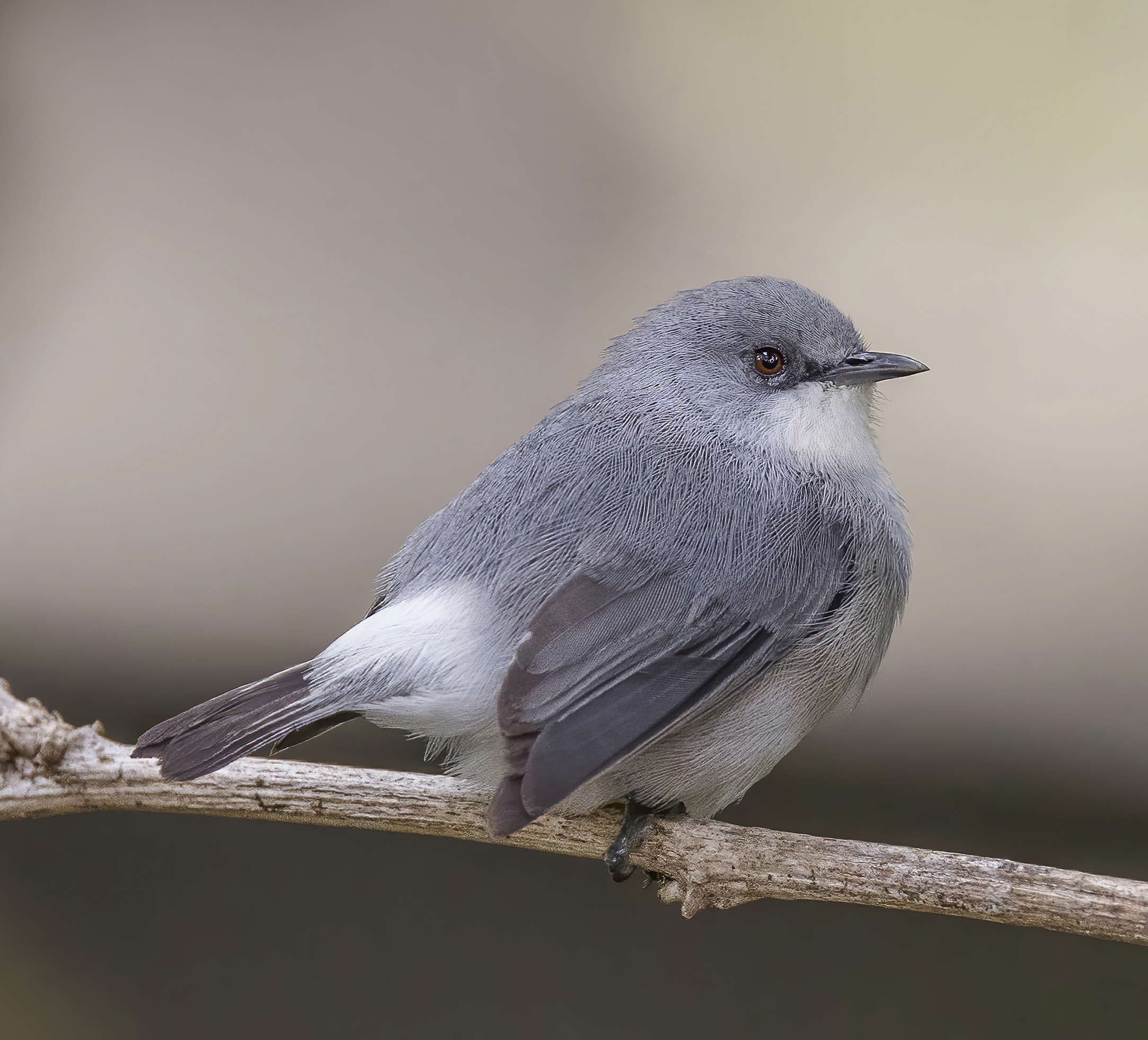
Mauritius-Graubrillenvogel (Zosterops mauritianus)

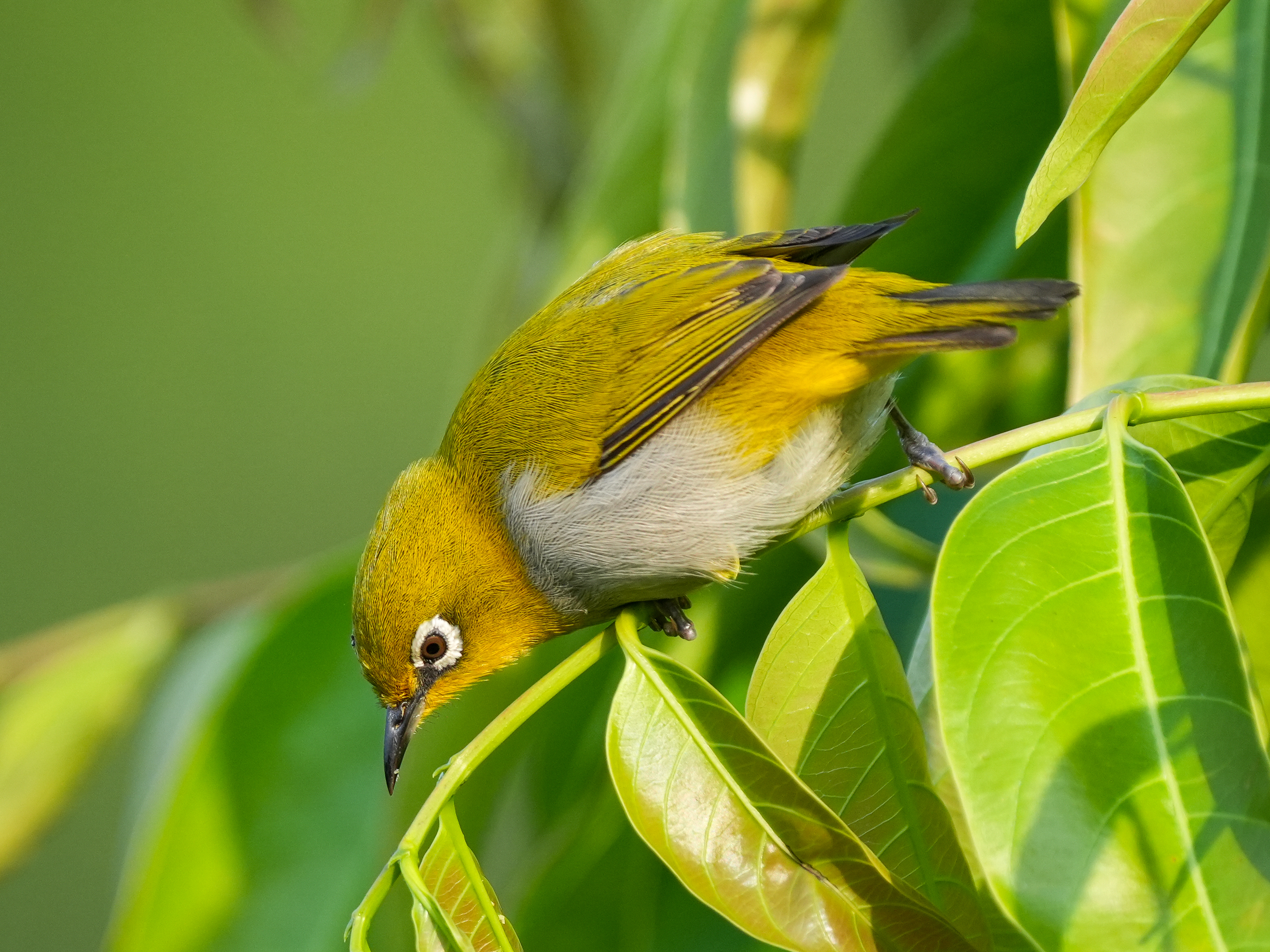
Gangesbrillenvogel (Zosterops palpebrosus)

Viele Brillenvogelarten sind noch nicht hinreichend erforscht. So wurde der Guambrillenvogel (Zosterops conspicillatus) 1969 vom holländischen Zoologen Gerlof Fokko Mees als Nominatform von Guam Z. c. conspicillatus mit den sechs Unterarten Z. c. saypani (Saipan, Tinian, Aguijan), Z. c. rotensis (Rota), Z. c. semperi (Palauinseln), Z. c. owstoni (Chuuk), Z. c. takatsukasai (Pohnpei) und Z. c. hypolais (Yap) klassifiziert. Mees machte die Unterscheidungsmerkmale vor allem an der Größe und der Gefiederfärbung fest. 1987 revidierte der US-amerikanische Ornithologe Harold Douglas Pratt diese Systematik und teilte den Guambrillenvogel in die drei eigenständigen Arten Zosterops conspicillatus, Zosterops semperi und Zosterops hypolais auf. Pratts Einteilung basiert vornehmlich auf Unterschiede im Gesang und in der Gefiederfärbung. Darüber hinaus argumentiert Pratt, dass Z. conspicillatus, Z. semperi und Z. hypolais aufgrund der Komplexität ihrer Gesänge vermutlich keine monophyletische Gruppe darstellen. Z. conspicillatus und Z. hypolais haben sehr komplexe Gesänge, was nach Pratts Hypothese auf einen südostasiatischen Vorfahren schließen lässt. Z. semperi hat einen einfachen Gesang, zu dem die Arten der melanesischen Inseln tendieren. Anhand von mtDNA-Analysen (Slikas et al. 2000) wurde festgestellt, dass sich die DNA-Sequenzen des Rotabrillenvogels von denen des Guambrillenvogels unterscheiden, sodass auch dieses Taxon heute als eigenständige Art betrachtet wird.
Folgende Taxa sind bekannt: (Stand Juni 2025):
- Mariannebrillenvogel (Zosterops semiflavus) †
- Karthalabrillenvogel (Zosterops mouroniensis)
- Mauritius-Olivbrillenvogel oder Mauritius-Brillenvogel (Zosterops chloronothos)
- Réunion-Olivbrillenvogel oder Réunion-Brillenvogel (Zosterops olivaceus)
- Mauritius-Graubrillenvogel (Zosterops mauritianus)
- Réunion-Graubrillenvogel oder Maskarenen-Brillenvogel (Zosterops borbonicus)
- Schwarzring-Brillenvogel (Zosterops emiliae)
- Rostflanken-Brillenvogel (Zosterops erythropleurus)
- Japanbrillenvogel (Zosterops japonicus)
  - Gebirgsbrillenvogel (Zosterops japonicus montanus) (wird von der BirdLife Checklist als eigenständige Art betrachtet)
- Swinhoebrillenvogel (Zosterops simplex)
  - Salvadori-Brillenvogel (Zosterops simplex salvadorii) (wird von der BirdLife Checklist als eigenständige Art betrachtet)
- Humebrillenvogel (Zosterops auriventer)
- Luzonbrillenvogel (Zosterops meyeni)
- Gangesbrillenvogel (Zosterops palpebrosus)
- Sangkarbrillenvogel (Zosterops melanurus)
- Ceylonbrillenvogel (Zosterops ceylonensis)
- Rotabrillenvogel (Zosterops rotensis)
- Guambrillenvogel (Zosterops conspicillatus) †
  - Saypan-Brillenvogel (Zosterops conspicillatus saypani) (wird von der BirdLife Checklist als eigenständige Art betrachtet)
- Semperbrillenvogel (Zosterops semperi)
- Schlichtbrillenvogel (Zosterops hypolais)
- Schwarzstirn-Brillenvogel (Zosterops atricapilla)
- Everettbrillenvogel (Zosterops everetti)
- Philippinenbrillenvogel (Zosterops nigrorum)
- Gelbring-Brillenvogel (Zosterops wallacei)
- Horsfieldbrillenvogel (Zosterops flavus)
- Molukkenbrillenvogel (Zosterops chloris)
- Tukang-Besi-Brillenvogel (Zosterops flavissimus)
- Zitronenbrillenvogel (Zosterops citrinella)
- Celebesbrillenvogel (Zosterops consobrinorum)
- Keibrillenvogel oder Graybrillenvogel (Zosterops grayi)
- Tualbrillenvogel (Zosterops uropygialis)
- Sulawesibrillenvogel oder Makassarbrillenvogel (Zosterops anomalus)
- Braunscheitel-Brillenvogel (Zosterops atriceps)
- Morotaibrillenvogel (Zosterops dehaani)
- Sangihe-Brillenvogel (Zosterops nehrkorni)
- Sulabrillenvogel oder Wallacebrillenvogel (Zosterops atrifrons)
- Togianbrillenvogel (Zosterops somadikartai)
- Serambrillenvogel (Zosterops stalkeri)
- Grünstirn-Brillenvogel (Zosterops minor)
  - Neuguineabrillenvogel (Zosterops minor chrysolaemus) (wird von der BirdLife Checklist als eigenständige Art betrachtet)
- Tagulabrillenvogel (Zosterops meeki)
- Schwarzkopf-Brillenvogel (Zosterops hypoxanthus)
- Biakbrillenvogel (Zosterops mysorensis)
- Arfakbrillenvogel (Zosterops fuscicapilla)
  - Nidulabrillenvogel (Zosterops fuscicapilla crookshanki) (wird von der BirdLife Checklist als eigenständige Art betrachtet)
- Burubrillenvogel (Zosterops buruensis)
- Ambonbrillenvogel (Zosterops kuehni)
- Papuabrillenvogel (Zosterops novaeguineae)
- Goldkehl-Brillenvogel (Zosterops metcalfii)
- Weißstirn-Brillenvogel (Zosterops natalis)
- Mangrovebrillenvogel (Zosterops luteus)
- Louisiadenbrillenvogel (Zosterops griseotinctus)
- Rennellbrillenvogel (Zosterops rennellianus)
- Bänderbrillenvogel (Zosterops vellalavella)
- Gizobrillenvogel (Zosterops luteirostris)
- Ranonggabrillenvogel (Zosterops splendidus)
- Salomonenbrillenvogel oder Kulambangrabrillenvogel (Zosterops kulambangrae)
- Teteparebrillenvogel (Zosterops tetiparius)
- Kolombangara-Brillenvogel oder Murphy-Brillenvogel (Zosterops murphyi)
- Graukehl-Brillenvogel (Zosterops rendovae)
  - Bougainville-Brillenvogel (Zosterops rendovae hamlini) (wird von der BirdLife Checklist als eigenständige Art betrachtet)
- Malaitabrillenvogel (Zosterops stresemanni)
- Einfarb-Brillenvogel (Zosterops sanctaecrucis)
- Vanikorobrillenvogel (Zosterops gibbsi)
- Samoabrillenvogel (Zosterops samoensis)
- Layardbrillenvogel (Zosterops explorator)
- Gelbstirn-Brillenvogel (Zosterops flavifrons)
- Ameisenbrillenvogel (Zosterops minutus)
- Neukaledonien-Brillenvogel (Zosterops xanthochroa)
- Graumantel-Brillenvogel (Zosterops lateralis)
- Dünnschnabel-Brillenvogel (Zosterops tenuirostris)
- Lord-Howe-Brillenvogel (Zosterops strenuus) †
- Norfolkbrillenvogel oder Weißbrust-Brillenvogel (Zosterops albogularis) †
- Lifubrillenvogel (Zosterops inornatus)
- Kosraebrillenvogel (Zosterops cinereus)
- Pohnpeibrillenvogel (Zosterops ponapensis)
- Yapbrillenvogel (Zosterops oleagineus)
- Palaubrillenvogel (Zosterops finschii)
- Sokotrabrillenvogel (Zosterops socotranus)
- Fahlbrillenvogel (Zosterops ficedulinus)
- Kaffabrillenvogel oder Annobón-Brillenvogel (Zosterops griseovirescens)
- São-Tomé-Brillenvogel (Zosterops feae)
- Schwarzscheitel-Brillenvogel (Zosterops lugubris)
- Silberbrillenvogel (Zosterops leucophaeus)
- Mbulubrillenvogel (Zosterops mbuluensis)
- Somalibrillenvogel (Zosterops abyssinicus)
- Keniabrillenvogel Zosterops flavilateralis
- Mahébrillenvogel (Zosterops modestus)
- Aldabrabrillenvogel (Zosterops aldabrensis)
- Komorenbrillenvogel (Zosterops kirki)
- Dotterbrust-Brillenvogel (Zosterops mayottensis)
- Madagaskarbrillenvogel (Zosterops maderaspatanus)
- Taitabrillenvogel (Zosterops silvanus)
- Parebrillenvogel (Zosterops winifredae)
- Oranjebrillenvogel (Zosterops pallidus)
- Kapbrillenvogel (Zosterops virens)
- Südbrillenvogel (Zosterops anderssoni)
- Kamerunbrillenvogel (Zosterops melanocephalus)
- Braunbrillenvogel (Zosterops brunneus)
- Waldbrillenvogel (Zosterops stenocricotus)
- Bergbrillenvogel oder Heuglinbrillenvogel (Zosterops poliogastrus)
  - Kulalbrillenvogel (Zosterops poliogastrus kulalensis) (wird von der BirdLife Checklist als eigenständige Art betrachtet)
- Kikuyubrillenvogel (Zosterops kikuyuensis)
- Kilimandscharo-Brillenvogel (Zosterops eurycricotus)
- Senegalbrillenvogel (Zosterops senegalensis)
- Grünbrillenvogel (Zosterops stuhlmanni)
- Pembabrillenvogel (Zosterops vaughani)
- Woodfordbrillenvogel (Zosterops superciliosus)
- Sanfordbrillenvogel (Zosterops lacertosus)
- Meratusbrillenvogel (Zosterops meratusensis)
- Wangi-wangi-Brillenvogel (Zosterops paruhbesar)

† = ausgestorbenes Taxon